# Асмодеј
Асмодеј (грч. Ασμοδαίος, Asmodaios) или Ашмидеј (хеб. אַשְמְדּאָי‎, ʾAšmədʾāy) је краљ демона, или краљ свих духова у јеврејској митологији. Спомиње се у Старом Завету, у Књизи о Тобији у којој је главни антагониста. Демон се такође помиње у легендама Талмуде, у причи о изградњи Соломоновог храма.
У делима ренесансних теолога, он је краљ Девет кругова пакла. Асмодеј је такође и један од Седам принчева пакла. Ова класификација демона представља свих седам смртних грехова (блуд, прождрљивост, похлепа, бес, лењост, понос, завист).
Асмодејево име је у више дела цитирано као Враг на два штапа. Уколико се Асмодеј дочепа нечије душе, они ће бити осуђени на вечност проведену у другом кругу пакла.